# Никогда не говори «никогда»
«Никогда не говори „никогда“» (англ. Never Say Never Again) — неофициальный кинофильм о Джеймсе Бонде, снятый Ирвином Кершнером. Вторая экранизация произведения Яна Флеминга «Операция „Шаровая молния“» (первая была в 1965 году). Последний фильм о Джеймсе Бонде с Шоном Коннери в главной роли (который сыграл Бонда и в первой экранизации).

## Особенности
Стилизованный ремейк «Шаровой молнии» 1965 года также с Шоном Коннери, «Никогда не говори „никогда“» — хронологически 14-й по счёту фильм о Джеймсе Бонде, однако в официальную «бондиану» Альберта Брокколи он не входит. Его также можно считать продолжением тех серий, где роль агента 007 исполнял Коннери.

## Сюжет
После того как Джеймс Бонд (агент 007) проваливает тренировочное задание, его начальник М отправляет агента для восстановления формы в госпиталь. Там он случайно становится свидетелем того, как медсестра Фатима Блаш избивает американского офицера Джеймса Петачи, после чего тот сканирует сетчатку глаза. Блаш замечает Бонда и посылает за ним убийцу, однако Бонду удаётся справиться с ним, плеснув тому в глаза жидкостью, которая оказалась его же мочой, взятой для анализа.
Петачи, подвергшийся операции изменения сетчатки глаза (рисунок которой стал идентичным рисунку сетчатки глаза президента США), проникает на американскую базу ВВС и выгружает две ядерные ракетные боеголовки, которые затем похищают агенты зловещей организации СПЕКТР с целью шантажа правительств стран НАТО. Блаш подбрасывает змею в машину Петачи, тот в панике не справляется с управлением и врезается в стену. Блаш забирает змею и подкладывает бомбу в разбитую машину Петачи.
Получив приказ премьер-министра, М с неохотой восстанавливает отдел 00 и даёт Бонду задание найти указанные боеголовки. Бонд выходит на сестру погибшего Петачи Домино и её любовника Максимиллиана Ларго.

## В ролях
- Шон Коннери — Джеймс Бонд
- Клаус Мария Брандауэр — злодей Максимиллиан Ларго
- Макс Фон Сюдов — Эрнст Ставро Блофельд
- Ким Бейсингер — девушка Бонда Домино Петачи
- Барбара Каррера — злодейка Фатима Блаш
- Гэвэн О`Херлихи — Джеймс Петачи
- Берни Кэйси — Феликс Лейтер
- Эдвард Фокс — M
- Алек Маккоуэн[англ.] — Алджернон, Q
- Памела Салем — Мисс Манипенни
- Роуэн Аткинсон — Найджел Смолл Фоссет
- Валери Леон — леди на Багамах
- Роберт Ритти — итальянский министр
- Энтони Шарп — Амброзий, лорд
- Пэт Роуч — Липпо

## Гонорары
- Шон Коннери — 5 000 000 $ (+5 % от прибыли, а именно 1 410 000 $). Итого общий гонорар составляет 6 410 000 $. Изначально Коннери запросил 15 000 000 $. Также Коннери заявил, что мог бы вернуться в бондиану за 25 000 000 $[1]
- Роуэн Аткинсон — 10 000 $ (5 000 фунтов стерлингов)

## Награды
- 1984 год — Номинация на «Золотой глобус» за лучшую женскую роль второго плана — Барбара Каррера.
- 1984 год — Премия «Golden Screen» (Германия) за лучший фильм.
- 1984 год — две номинации на «Сатурн» за лучший фантастический фильм и лучшие визуальные эффекты.